# Комарани
Комарани (словац. Komárany) — село в Словаччині, Врановському окрузі Пряшівського краю. Розташоване в східній частині Словаччини в північно-західному куті Східнословацької низовини на березі Теплої.
Уперше згадується у 1303 році.

## Пам'ятки
У селі є римо-католицький костел в стилі готики, у XVIII столітті перебудований у стилі бароко та греко-католицька церква святої Анни (1997).

## Населення
| Рік:            | 1994. | 2004.   | 2014.   | 2024.   |
| --------------- | ----- | ------- | ------- | ------- |
| Кількість осіб: | 491   | 496     | 484     | 510     |
| Різниця:        |       | +1,01 % | -2,41 % | +5,37 % |

| Рік:            | 2023. | 2024.   |
| --------------- | ----- | ------- |
| Кількість осіб: | 506   | 510     |
| Різниця:        |       | +0,79 % |

У селі проживає 473 осіб.
Національний склад населення (за даними перепису 2001 року):
- словаки — 96,40 %,
- цигани — 3,40 %,
- чехи — 0,20 %.

Склад населення за приналежністю до релігії станом на 2001 рік:
- римо-католики — 48,00 %,
- греко-католики — 25,80 %,
- протестанти — 24,80 %,
- не вважають себе вірянами або не належать до жодної конфесії — 1,40 %.